# Guns for Hands
Guns for Hands è un singolo dei Twenty One Pilots, il primo estratto dal loro terzo album in studio, Vessel, pubblicato il 26 dicembre 2012 solo in Giappone.
Il brano era già stato incluso in una versione differente nel secondo album del duo, Regional at Best.

## Video musicale
Il video ufficiale del brano, diretto da Mark C. Eshleman, è stato pubblicato il 7 gennaio 2013. Vede i due membri dei Twenty One Pilots esibirsi in una stanza vuota, inizialmente indossando delle maschere e successivamente con la testa avvolta da del nastro.

## Tracce
Testi e musiche di Tyler Joseph.
CD
1. Guns for Hands (Album Version) – 4:35
2. Forest – 4:07

Download digitale
1. Guns for Hands – 4:33

## Formazione
Twenty One Pilots
- Tyler Joseph – voce, chitarra, basso, pianoforte, tastiera, programmazione
- Josh Dun – batteria, percussioni, cori

Altri musicisti
- Greg Wells – tastiera, sintetizzatore, programmazione

## Classifiche
| Classifica (2014) | Posizione massima |
| ----------------- | ----------------- |
| Giappone          | 21                |